# Alcazaba od Almeríje
Alcazaba od Almeríje je utvrda u Almeriji, na jugu Španjolske.  Riječ alcazaba potječe od arapske riječi  kasbah, što znači utvrđen grad. 

## Povijest
995. Almería je stekla naziv grada u kordopskom Kalifatu, a izgradnju njenih zidina nadgledao je Abd ar-Rahman III.: izgrađeni su ne samo zidovi i tornjevi, nego i trgovi, džamije i kuće. To je trebalo biti glavno sjedište mjesne vlade. 
Almanzor je povećao utvrdu te ju još više izgradio. Al-Džairan je nastavio s proširenjem Alcazabe u 11. stoljeću.

## Opis
Prva linija zidina je široki obruč koji je istovjetan s prvim muslimanskim logorom, koji je korišten kao sklonište za stanovništvo u slučaju opsade. Zbog toga je imao velike cisterne. 
Nakon prvog, javlja se drugi obruč, zvan Muro de la Vela ("Zid jedrenja"), koji je dobio naslov po zvonu koje je upozoravalo stanovništvo u slučaju dolaska broda u luku, opasnosti, požara, itd. Ovaj zid je izgradio Karlo III.. U tom dijelu se nalazilo sjedište upravitelja, vojnika i posluge. U njemu su bile džamije, kupaonice, šatori itd.
Treći obruč, vanjski, je također najnoviji kompleks. Nakon što su kršćani vratili područje Almerije pod svoju vlast, sagradili su dvorac na najvišem dijelu grada, te je bio sagrađen tako da odoli napadima topništva.
Lokacije utvrde korištene su za scene tržnice u filmu Conan barbarin.

## Galerija
- Promatračnica sa zidina.
- Zid s obrambenim tornjem.
- Zidine Alcazabe.
- Unutrašnjost utvrde.
- Vrtovi